# 어룡초등학교 (경기)
어룡초등학교는 대한민국 경기도 의정부시에 있는 공립 초등학교이다.

## 학교 연혁
- 2002.01.14 어룡초등학교 설립 인가
- 2002.09.01 초대 최선호 교장 취임
- 2002.09.01 어룡초등학교 개교(6개 학급 편성)
- 2003.02.13 제1회 졸업식(22명 졸업)
- 2003.03.01 어룡초등학교 병설유치원 개원(1개학급 편성)
- 2003.03.01 초등 19학급 편성, 병설유치원 1학급 편성
- 2003.12.24 도서관 개관
- 2014.02.14 제12회 졸업식(107명 졸업, 졸업생 총 수: 1427명)

## 참고 자료
- 어룡초등학교 - 한국교육학술정보원 학교알리미